# Mechatronika
Mechatronika je součinná kombinace mechaniky, elektroniky a softwarového inženýrství. Účel tohoto mezioborového inženýrského oboru je studium automatů z inženýrského pohledu a slouží k řízení vyspělých hybridních systémů.

## Popis

Mechatronika je synergie několika původně samostatných technických oborů.

Mechatronika je umístěna mezi mechaniku, elektroniku a výpočetní techniku, které dohromady umožňují vývoj jednodušších, ekonomičtějších, spolehlivějších a víceúčelových systémů. Slovo „mechatronika“ poprvé použil Tecuró Mori, inženýr japonské firmy Yaskawa, v roce 1969. Sousloví „elektromechanické systémy“ a někdy „řízení a automatizace“ také označují mechatroniku.
Inženýrské studium mechatroniky typicky zahrnuje matematiku, mechaniku, návrh součástek strojů, termodynamiku, teorii obvodů, elektroniku, telekomunikace, teorii řízení, zpracování signálu, energetiku a robotiku.
Přínosy mechatroniky jsou možnost realizování dosud nemožných funkcí zařízení, snížení ekonomických požadavků na zařízení a multifunkčnost zařízení navrhovaného mechatronicky. Po odbornících mechatroniky jsou požadovány znalosti širokého spektra oborů a systémové myšlení. Nezbytná je schopnost týmové práce se specialisty z jiných oborů.

## Specializace
Nově vznikající specializace tohoto oboru je biomechatronika, která spojuje stroje a člověka, většinou ve formě snímatelných vylepšení, jako je například exoskelet.